# Estisch voetbalelftal in 1994
Het Estisch voetbalelftal speelde in totaal twaalf officiële interlands in het jaar 1994, waaronder drie wedstrijden in de kwalificatiereeks voor de EK-eindronde 1996 in Engeland. De ploeg stond onder leiding van bondscoach Roman Ubakivi, de opvolger van de eind 1993 opgestapte Uno Piir. Op de in 1993 geïntroduceerde FIFA-wereldranglijst zakte Estland in 1994 van de 45ste (januari 1994) naar de 38ste plaats (december 1994). Slechts één speler kwam in alle twaalf duels in actie, van de eerste tot en met de laatste minuut: middenvelder Marko Kristal van FC Flora Tallinn.

## Balans
| Wedstrijden | Wedstrijden | Wedstrijden | Wedstrijden | Doelpunten | Doelpunten | Doelpunten | Punten |
| Gespeeld    | Winst       | Gelijk      | Verlies     | Voor       | Tegen      | Saldo      | Punten |
| ----------- | ----------- | ----------- | ----------- | ---------- | ---------- | ---------- | ------ |
| 12          | 0           | 1           | 11          | 1          | 33         | –32        | 0.083  |

## Interlands
|                                                    |                                                   |       |         |                                                                                      |
| 9 maart Vriendschappelijk № 127 «onderlinge duels» | Cyprus                                            | 2 – 0 | Estland | Paralimni Stadion, Paralimni Toeschouwers: 1.000 Scheidsrechter: Loizos Loizou (CYP) |
| 9 maart Vriendschappelijk № 127 «onderlinge duels» | Marios Agathokleous 44' Pambis Andreou 54' (pen.) |       |         | Paralimni Stadion, Paralimni Toeschouwers: 1.000 Scheidsrechter: Loizos Loizou (CYP) |

|                                                  |                                                                         |       |         |                                                                                  |
| 7 mei Vriendschappelijk № 128 «onderlinge duels» | Verenigde Staten                                                        | 4 – 0 | Estland | Titan Stadium, Fullerton Toeschouwers: 2.158 Scheidsrechter: Joshua Patlak (USA) |
| 7 mei Vriendschappelijk № 128 «onderlinge duels» | Frank Klopas 36' Claudio Reyna 41' Marcelo Balboa 76' Joe-Max Moore 87' |       |         | Titan Stadium, Fullerton Toeschouwers: 2.158 Scheidsrechter: Joshua Patlak (USA) |

|                                                   |                 |       |                                 |                                                                                  |
| 23 mei Vriendschappelijk № 129 «onderlinge duels» | Estland         | 1 – 2 | Wales                           | Kadrioru Stadion, Tallinn Toeschouwers: 3.500 Scheidsrechter: Roman Lajuks (LAT) |
| 23 mei Vriendschappelijk № 129 «onderlinge duels» | Martin Reim 86' |       | 56' Ian Rush 83' David Phillips | Kadrioru Stadion, Tallinn Toeschouwers: 3.500 Scheidsrechter: Roman Lajuks (LAT) |

|                                                   |                                              |       |         |                                                                                    |
| 1 juni Vriendschappelijk № 130 «onderlinge duels» | Macedonië                                    | 2 – 0 | Estland | Philip II Arena, Skopje Toeschouwers: 10.000 Scheidsrechter: Dimitar Momirov (BUL) |
| 1 juni Vriendschappelijk № 130 «onderlinge duels» | Zoran Boškovski 12' Dragan Kanatlarovski 36' |       |         | Philip II Arena, Skopje Toeschouwers: 10.000 Scheidsrechter: Dimitar Momirov (BUL) |

|                                             |                                                                            |       |         |                                                                                  |
| 29 juli Baltic Cup № 131 «onderlinge duels» | Litouwen                                                                   | 3 – 0 | Estland | Žalgiris Stadion, Vilnius Toeschouwers: 1.000 Scheidsrechter: Roman Lajuks (LAT) |
| 29 juli Baltic Cup № 131 «onderlinge duels» | Valdas Ivanauskas 11' (pen.) Valdas Ivanauskas 23' Saulius Mikalajūnas 61' |       |         | Žalgiris Stadion, Vilnius Toeschouwers: 1.000 Scheidsrechter: Roman Lajuks (LAT) |

|                                             |         |                                            |         |                                                                                      |
| 30 juli Baltic Cup № 132 «onderlinge duels» | Estland | 0 – 2                                      | Letland | Žalgiris Stadion, Vilnius Toeschouwers: 250 Scheidsrechter: Algirdas Dubinskas (LTU) |
| 30 juli Baltic Cup № 132 «onderlinge duels» |         | 31' Vitālijs Astafjevs 37' Rolands Bulders |         | Žalgiris Stadion, Vilnius Toeschouwers: 250 Scheidsrechter: Algirdas Dubinskas (LTU) |

|                                                        |                                                                                                  |       |         |                                                                                   |
| 16 augustus Vriendschappelijk № 133 «onderlinge duels» | IJsland                                                                                          | 4 – 0 | Estland | Akureyrarvöllur, Akureyri Toeschouwers: 1.470 Scheidsrechter: Rune Pedersen (NOR) |
| 16 augustus Vriendschappelijk № 133 «onderlinge duels» | Thorvaldur Örlygsson 18' Thorvaldur Örlygsson 39' Thorvaldur Örlygsson 43' Þórður Guðjónsson 54' |       |         | Akureyrarvöllur, Akureyri Toeschouwers: 1.470 Scheidsrechter: Rune Pedersen (NOR) |

|                                                      |         |                                 |         |                                                                                   |
| 4 september EK-kwalificatie № 134 «onderlinge duels» | Estland | 0 – 2                           | Kroatië | Kadrioru Stadion, Tallinn Toeschouwers: 1.250 Scheidsrechter: Václav Krondl (CZE) |
| 4 september EK-kwalificatie № 134 «onderlinge duels» |         | 45' Davor Šuker 69' Davor Šuker |         | Kadrioru Stadion, Tallinn Toeschouwers: 1.250 Scheidsrechter: Václav Krondl (CZE) |

|                                                    |         |                                               |        |                                                                                   |
| 8 oktober EK-kwalificatie № 135 «onderlinge duels» | Estland | 0 – 2                                         | Italië | Kadrioru Stadion, Tallinn Toeschouwers: 4.000 Scheidsrechter: Werner Müller (SUI) |
| 8 oktober EK-kwalificatie № 135 «onderlinge duels» |         | 20' Christian Panucci 77' Pierluigi Casiraghi |        | Kadrioru Stadion, Tallinn Toeschouwers: 4.000 Scheidsrechter: Werner Müller (SUI) |

|                                                       |         | |         |                                                                                   |
| 26 oktober Vriendschappelijk № 136 «onderlinge duels» | Estland | 0 – 7 | Finland | Kalevi Keskstaadion, Tallinn Toeschouwers: 500 Scheidsrechter: Roman Lajuks (LAT) |
| 26 oktober Vriendschappelijk № 136 «onderlinge duels» |         | 5' Anders Eriksson 19' Jukka Ruhanen 29' Antti Sumiala 31' Ari Hjelm 39' Ari Hjelm 41' Jukka Ruhanen 85' Joonas Kolkka |         | Kalevi Keskstaadion, Tallinn Toeschouwers: 500 Scheidsrechter: Roman Lajuks (LAT) |

|                                                       |         |       |         |                                                                                      |
| 6 november Vriendschappelijk № 137 «onderlinge duels» | Letland | 0 – 0 | Estland | FK Ozolnieki Stadion, Ozolnieki Toeschouwers: 400 Scheidsrechter: Roman Lajuks (LAT) |
| 6 november Vriendschappelijk № 137 «onderlinge duels» |         |       |         | FK Ozolnieki Stadion, Ozolnieki Toeschouwers: 400 Scheidsrechter: Roman Lajuks (LAT) |

|                                                      |                                                                 |       |         |                                                                                |
| 13 november EK-kwalificatie № 138 «onderlinge duels» | Oekraïne                                                        | 3 – 0 | Estland | NSK Olimpiejsky, Kiev Toeschouwers: 7.000 Scheidsrechter: Léon Schelings (BEL) |
| 13 november EK-kwalificatie № 138 «onderlinge duels» | Serhiy Bezhenar 32' Urmas Kirs 45' (e.d.) Timerlan Huseinov 72' |       |         | NSK Olimpiejsky, Kiev Toeschouwers: 7.000 Scheidsrechter: Léon Schelings (BEL) |

## FIFA-wereldranglijst
| JAN | FEB | MAR | APR | MEI | JUN | JUL | AUG | SEP | OKT | NOV | DEC |
| --- | --- | --- | --- | --- | --- | --- | --- | --- | --- | --- | --- |
| 109 | 109 | 113 | 115 | 113 | 112 | 111 | 111 | 116 | 119 | 119 | 119 |

## Statistieken
| Mart Poom            | 1972-02-03 | Portsmouth          | 7  | 1 | 0 | 27 | 0 |
| Toomas Tohver        | 1973-04-24 | FC Flora Tallinn    | 3  | 0 | 0 | 3  | 0 |
| Rain Vessenberg      | 1975-11-27 | JK Tulevik Viljandi | 2  | 0 | 0 | 2  | 0 |
| Verdediging          |            |                     |    |   |   |    |   |
| Marek Lemsalu        | 1972-11-24 | FC Flora Tallinn    | 11 | 1 | 0 | 19 | 0 |
| Risto Kallaste       | 1971-02-23 | FC Flora Tallinn    | 8  | 2 | 0 |    |   |
| Urmas Kaljend        | 1964-07-24 | Lohjan Pallo        | 6  | 1 | 0 |    |   |
| Urmas Kirs           | 1966-11-05 | FC Flora Tallinn    | 6  | 1 | 0 | 12 | 0 |
| Viktor Alonen        | 1969-03-23 | FC Flora Tallinn    | 6  | 0 | 0 |    |   |
| Igor Prins           | 1966-10-21 | Lantana Tallinn     | 4  | 0 | 0 | 20 | 0 |
| Gert Olesk           | 1973-08-08 | FC Flora Tallinn    | 3  | 1 | 0 |    |   |
| Janek Kiisman        | 1972-01-03 | FC Flora Tallinn    | 0  | 2 | 0 | 2  | 0 |
| Sergei Hohlov-Simson | 1972-04-22 | FC Flora Tallinn    | 0  | 1 | 0 |    |   |
| Middenveld           |            |                     |    |   |   |    |   |
| Marko Kristal        | 1973-06-02 | FC Flora Tallinn    | 12 | 0 | 0 |    |   |
| Tarmo Linnumäe       | 1971-11-11 | FC Flora Tallinn    | 10 | 0 | 0 |    |   |
| Dzintar Klavan       | 1961-06-18 | FC Flora Tallinn    | 9  | 0 | 0 | 17 | 0 |
| Martin Reim          | 1971-05-14 | FC Flora Tallinn    | 8  | 1 | 1 |    |   |
| Mati Pari            | 1974-09-04 | FC Flora Tallinn    | 7  | 2 | 0 |    |   |
| Meelis Lindmaa       | 1970-10-14 | FC Flora Tallinn    | 7  | 0 | 0 |    |   |
| Toomas Kallaste      | 1971-01-27 | FC Flora Tallinn    | 6  | 0 | 0 |    |   |
| Indro Olumets        | 1971-04-10 | FC Flora Tallinn    | 5  | 2 | 0 | 22 | 2 |
| Vahur Vahtramäe      | 1976-09-24 | FC Norma Tallinn    | 1  | 1 | 0 | 2  | 0 |
| Urmas Hepner         | 1967-07-31 | Lantana Tallinn     | 1  | 0 | 0 |    |   |
| Sergei Ratnikov      | 1959-11-21 | FC Flora Tallinn    | 0  | 3 | 0 |    |   |
| Marko Lelov          | 1973-11-21 | JK Tervis Pärnu     | 0  | 1 | 0 | 1  | 0 |
| Aanval               |            |                     |    |   |   |    |   |
| Toomas Krõm          | 1971-09-22 | FC Flora Tallinn    | 3  | 1 | 0 |    |   |
| Lembit Rajala        | 1970-12-01 | FC Flora Tallinn    | 3  | 0 | 0 | 14 | 1 |
| Indrek Zelinski      | 1974-11-13 | FC Flora Tallinn    | 2  | 1 | 0 | 3  | 0 |
| Tarmo Saks           | 1975-11-06 | FC Flora Tallinn    | 1  | 2 | 0 | 3  | 0 |
| Ivan O'Konnel-Bronin | 1973-02-10 | FC Flora Tallinn    | 1  | 1 | 0 | 1  | 0 |

EJL · A-internationals · Bondscoaches · Statistieken · Estisch vrouwenelftal · Olympisch elftal · Estland U21 · Estland U20 · Estland U19 · Estland U18 · Estland U17 · Estland U16
1920 – 1929 ·
1930 – 1939 ·
1940 – 1949 ·
1950 – 1990 · 
1990 – 1999 ·
2000 – 2009 ·
2010 – 2019 ·
2020 − 2029
OS 1924
1920 ·
1921 ·
1922 ·
1923 ·
1924 ·
1925 ·
1926 ·
1927 ·
1928 ·
1929 · 
1930 · 
1931 · 
1932 · 
1933 · 
1934 · 
1935 · 
1936 · 
1937 · 
1938 · 
1939 · 
1940 · 
1941 · 
1942 · 
1943 · 1944 · 
1945 · 
1946 · 
1947 · 
1948 · 
1949 · 
1950 – 1990 · 
1991 · 
1992 · 
1993 · 
1994 · 
1995 · 
1996 · 
1997 · 
1998 · 
1999 · 
2000 · 
2001 · 
2002 · 
2003 · 
2004 · 
2005 · 
2006 · 
2007 · 
2008 · 
2009 · 
2010 · 
2011 · 
2012 · 
2013 · 
2014 · 
2015 · 
2016 ·
2017 ·
2018 ·
2019 ·
2020
Albanië ·
Andorra ·
Angola ·
Antigua en Barbuda ·
Argentinië ·
Armenië ·
Azerbeidzjan ·
België ·
Bosnië-Herzegovina ·
Brazilië ·
Bulgarije ·
Canada ·
Chili ·
China ·
Cyprus ·
Denemarken ·
Duitsland ·
Ecuador ·
Egypte ·
El Salvador ·
Engeland ·
Equatoriaal-Guinea ·
Faeröer ·
Fiji ·
Filipijnen ·
Finland ·
Frankrijk ·
Georgië · 
Gibraltar ·
Griekenland ·
Hongarije ·
Hongkong ·
Ierland ·
IJsland ·
Indonesië ·
Irak ·
Israël ·
Italië ·
Jordanië ·
Kazachstan ·
Kirgizië ·
Kroatië ·
Letland ·
Libanon ·
Liechtenstein ·
Litouwen ·
Luxemburg ·
Malta ·
Marokko ·
Mexico ·
Moldavië ·
Montenegro ·
Nederland ·
Nieuw-Caledonië ·
Nieuw-Zeeland ·
Noord-Ierland ·
Noord-Macedonië ·
Noorwegen ·
Oekraïne ·
Oezbekistan ·
Oman ·
Oostenrijk ·
Polen ·
Portugal ·
Qatar ·
Roemenië ·
Rusland ·
Saint Kitts en Nevis ·
San Marino ·
Saoedi-Arabië ·
Schotland ·
Servië ·
Slovenië ·
Slowakije · 
Spanje ·
Tadzjikistan ·
Thailand ·
Trinidad en Tobago ·
Tsjechië ·
Turkije ·
Turkmenistan ·
Uruguay ·
Vanuatu ·
Venezuela ·
Verenigde Arabische Emiraten ·
Verenigde Staten ·
Vietnam ·
Wales ·
Wit-Rusland ·
Zweden ·
Zwitserland